# فرحات باي
فرحات باي هو باي قسنطينة وحاكم بايلك الشرق ضمن أيالة الجزائر في العهد العثماني. امتد حكمه بين سنتي 1647 و1653 ليخلفه فيما بعد محمد بن فرحات باي.